# Walter Forward
Walter Forward (24 tháng 1 năm 1786 - 24 tháng 12 năm 1852) là nhà chính trị, luật sư, nhà ngoại giao và là Bộ trưởng Ngân khố Hoa Kỳ thứ 15 thuộc đảng Dân chủ (1841 - 1843). Ông là anh trai của Đại biểu Quốc hội Hoa Kỳ Chauncey Forward.

## Cuộc đời
Walter Forward được sinh ra ở East Granby, Connecticut vào ngày ông theo học tại các trường Trung học phổ thông. Sau khi di chuyển cùng cha mẹ mình đến Aurora, Ohio, ông định cư ở Pittsburgh, Pennsylvania vào năm 1803. Ở đó ông học luật và được nhận vào quán bar năm 1806. Ông đã luyện tập tại Pittsburgh và cũng phục vụ hơn một năm làm biên tập viên của "The Tree of  Liberty". Ông cũng phục vụ trong Đại hội đồng Pennsylvania.

### Các chức vụ khác
Ngày 8 tháng 10 năm 1822, ông được bầu làm Thành viên của Hạ viện Hoa Kỳ từ quận thứ 16 của Pennsylvania sau sự từ chức của Henry Baldwin cho đến khi ông từ chức vào ngày 3 tháng 3 năm 1823. Hôm sau, khi ông đã từ chức chức vụ Thành viên của Hạ viện Hoa Kỳ từ quận thứ 16 của Pennsylvania, ông tiếp tục được bầu làm Thành viên của Hạ viện Hoa Kỳ từ quận thứ 14 của Pennsylvania đầu tiên của Hợp chủng quốc Hoa Kỳ cho đến khi từ chức vào ngày 3 tháng 3 năm 1825.

### Bộ trưởng Ngân khố Hoa Kỳ, 1841 - 1843
Forward là người ủng hộ tích cực đối với vé Harrison và Tyler trong cuộc bầu cử tổng thống Hoa Kỳ vào năm 1840. Là một phần thưởng, Forward đã được trao cho Văn phòng Luật sư Hoa Kỳ cho Quận phía Tây Pennsylvania. Ông từ chối cuộc hẹn này, nhưng vào ngày 6 tháng 3 năm 1841, Tổng thống William Henry Harrison đã bổ nhiệm làm Kiểm soát viên Ngân khố đầu tiên. Ông phục vụ trong chức vụ đó cho đến ngày 13 tháng 9 năm 1841, khi ông được bổ nhiệm làm Bộ trưởng Ngân khố Hoa Kỳ thứ 15 của Tổng thống John Tyler.
Văn phòng chạm khắc và in ấn chân dung của Chuyển tiếp là Bộ trưởng Ngân khố Hoa Kỳ.
Trong nhiệm kỳ của mình là Bộ trưởng Ngân khố, hệ thống Ngân khố độc lập vào năm 1840 đã bị bãi bỏ, và các khoản tiền của chính phủ đã được lưu lại một lần nữa với các ngân hàng thương mại. Ngay sau khi chuyển tiếp nhậm chức, ông Millard Fillmore hỏi rằng, sau đó là Chủ tịch Uỷ ban Phương pháp Cách ở Hoa Kỳ, để đưa ra một kế hoạch để tăng mức thuế, để đáp ứng sự giảm nghiêm trọng về doanh thu do năm 1837 gây ra. Cũng về việc yêu cầu xây dựng kế hoạch cho một "Hội đồng Quản trị" để nhận và giải ngân doanh thu thuế vì hệ thống Kho bạc độc lập không còn hiệu lực. Vào tháng 8 năm 1842, một mức thuế bảo vệ mạnh đã được thông qua. Vì sự cọ xát liên tục với Tổng thống mới đã làm hỏng toàn bộ nhiệm vụ của ông trong vai trò Bộ trưởng Ngân khố, ông đã từ bỏ nội các của Tổng thống John Tyler vào ngày 28 tháng 2 năm 1843.

### Đại sứ Mỹ tại Đan Mạch
Năm 1850, ông được bổ nhiệm làm Đại sứ Mỹ tại Đan Mạch cho đến năm 1851.

### Cái chết
Ngày 24 tháng 11 năm 1852, sau 9 năm từ chức Bộ trưởng Ngân khố Hoa Kỳ, Forward đã qua đời tại Pittsburgh, Pennsylvainia ở tuổi 66, và được chôn cất tại Nghĩa trang Allegheny.

## Danh dự
Forward Township ở Quận Allegheny được đặt tên theo Bộ trưởng Ngân khố thứ 15 của Hợp chủng quốc Hoa Kỳ Walter Forward, cũng như là Coastcaster Cutter USCGC Forward (WMEC-911).

## Liên kết ngoài

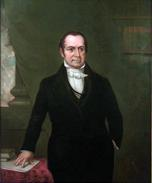
Walter Forward